# Ichiwa-kai

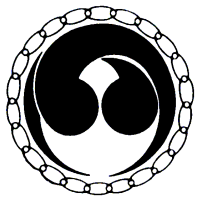
Wappen (Mon) der Ichiwa-kai

Ichiwa-kai (jap. 一和会) war eine Gruppe der japanischen Yakuza. Zum Zeitpunkt ihrer Gründung zählte sie zu den drei größten Gruppen des Landes.

## Geschichte
Die Ichiwa-kai wurde im Juni 1984 in Kōbe, von Hiroshi Yamamoto und achtzehn weiteren hochrangigen Mitgliedern der Yamaguchi-gumi, gegründet. Dieser Schritt war eine Reaktion auf die Wahl Masahisa Takenakas zum neuen Bandenchef (Kumichō) von Yamaguchi-gumi. Fast die Hälfte der 13.000 Mitglieder der Yamaguchi-gumi folgten Yamamoto und machten Ichiwa-kai auf einen Schlag zu einer der drei größten Yakuza-Gruppen des Landes. Gleichzeitig übernahm sie einen Großteil des Waffenarsenals und viele der wirtschaftlich orientierten hochrangigen Yakuza, was Yamaguchi-gumi weiter schwächte. Dies führte in den folgenden Monaten zu Spannungen zwischen den beiden Organisationen. Um der Lage Herr zu werden, führte Yamaguchi-gumi eine Altersversorgung für ihre Mitglieder ein und kündigte gleichzeitig eine Amnestie für alle Yakuza an, die sich wieder der Organisation anschlössen. In der Folgezeit wuchs die Yamaguchi-gumi auf ca. 10.000 Mitglieder an und wurde wieder die größte Yakuza-Gruppe Japans, während Ichiwa-kai auf 2.800 Mitglieder schrumpfte.
Als sich abzeichnete, dass die Ichiwa-kai gegen Yamaguchi-gumi nicht bestehen würde, kam es am Abend des 26. Januars 1985 zu einem Attentat auf Takenaka. Mindestens vier Mitglieder von Ichiwa-kai erschossen Takenaka und seine zwei Begleiter, in dem, in Ōsaka gelegenen, Haus von Takenakas Geliebten. Seine Begleiter starben sofort, während es Takenaka gelang, schwer verletzt mit seinem Wagen in sein nahe gelegenes Büro zu fliehen. Eine im Krankenhaus durchgeführte Notoperation blieb erfolglos. Dieser Enthauptungsschlag half Ichiwa-kai jedoch nur kurzfristig. Takenakas Tod führte zum „Yama-Ichi-Krieg“ (山一戦争, Yama-Ichi Sensō), den schlimmsten Bandenkrieg in der japanischen Nachkriegsgeschichte, in dessen Verlauf es zu mehr als 300 Schießereien kam und 25 Menschen starben. Langsam aber sicher verlor die Ichiwa-kai an Boden, während die Yamaguchi-gumi ihre alte Stärke zurückgewann. An Mitgliedern und mittlerweile auch an Waffen unterlegen, löste sich die Ichiwa-kai, die zu diesem Zeitpunkt nur noch eine kleine Gruppe weniger Yakuza war, 1989 schließlich auf und der Krieg endete.